# Atrichopogon majusculus
Atrichopogon majusculus är en tvåvingeart som beskrevs av Remm 1961. Atrichopogon majusculus ingår i släktet Atrichopogon och familjen svidknott. Inga underarter finns listade i Catalogue of Life.